# NGC 3017
NGC 3017 é uma galáxia elíptica (E) localizada na direcção da constelação de Sextans. Possui uma declinação de -02° 49' 17" e uma ascensão recta de 9 horas, 49 minutos e 03,0 segundos.
A galáxia NGC 3017 foi descoberta em 1886 por Ormond Stone.